# HEC Jeunes Filles
Pour les articles homonymes, voir HEC.
L'École de Haut enseignement commercial pour les jeunes filles, ou HEC Jeunes Filles est une école supérieure de commerce et de gestion française, réservée aux femmes, qui fonctionne de 1916 à 1975.

## Histoire

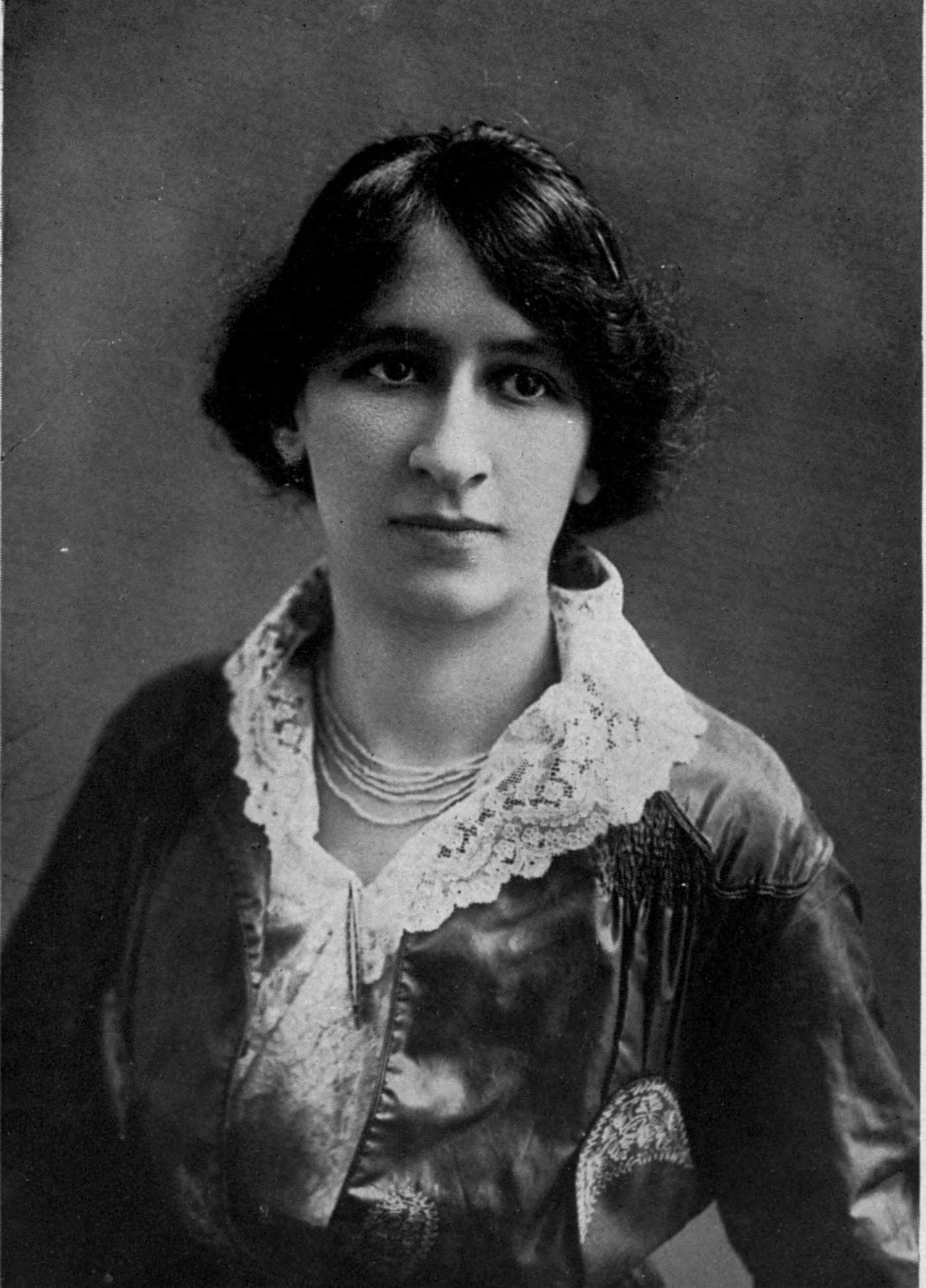
Louli Sanua en 1918.

- À la création de l'école en 1916, sa fondatrice, Louli Sanua, sélectionnait des bachelières. Elle souhaitait que les femmes accèdent à l'indépendance financière par le salariat. La fondation a lieu dans le contexte particulier de la Première Guerre mondiale, lorsqu'un certain nombre de femmes remplacent dans leurs fonctions les hommes partis combattre[1].
- Initialement dénommé EHEC, l'établissement est renommé HECJF en 1918. L'année suivante, il s'installe à la Sorbonne puis en 1924 au 15 rue Mayet (6e arrondissement de Paris)[1].
- En 1924, Louli Sanua vend l'école à la Chambre de commerce et d'industrie de Paris, qui possède déjà l'École supérieure de commerce de Paris (ESCP), créée en 1819, et l'École des Hautes études commerciales (HEC), créée en 1881[1], deux écoles alors non mixtes.
- En 1949, HECJF s'installe dans un hôtel particulier situé 98 avenue Raymond-Poincaré (16e arrondissement de Paris)[1],[2],[3].
- À partir de 1954, le recrutement pour le concours d'entrée à HECJF se fait après une année de classe préparatoire, en prépa HEC (nom générique de l'étape). 
Au fil du temps, la sélection se fait plus rude, et deux années de préparation sont plus souvent nécessaires pour accéder au cursus en trois années de l'école HECJF.
- Au début des années 1970, la Chambre de commerce et d'industrie de Paris décide d'introduire la mixité dans l'ensemble de ses établissements.
- À partir de 1973, les concours d'accès à HEC et à l'ESSEC s'ouvrent aux femmes, ainsi que ceux de l'ESCP et de l'EAP. HECJF ferme ses portes en 1975, année de sortie de la dernière promotion[1].

Le diplôme HECJF, reconnu par l’État, a permis par un décret de 1950 l'accès au concours de l'École nationale d'administration (ENA), comme le diplôme HEC. Il octroyait aussi des crédits sur le parcours de l’expertise comptable (Diplôme d'études comptables supérieures, DECS).
L’ex-commission technique d’homologation des titres et diplômes de l’enseignement technologique (CTH) le faisait figurer sur la liste les diplômes reconnus pour enseigner l'économie et la gestion dans les lycées et pour se présenter au concours externe de l'agrégation du second degré (cf. agrégation féminine).
Le diplôme HECJF permettait également d’aller étudier dans une université américaine pour obtenir un Master of Business Administration (MBA).
Outre les matières habituellement enseignées dans les écoles de commerce (gestion, économie, droit, marketing, informatique, deux langues étrangères…), l’enseignement à HECJF a aussi présenté la particularité, jusqu'au début des années 1970, d'accueillir les nouvelles recrues avec un premier trimestre au cours duquel elles pouvaient également apprendre la sténo et la dactylo, comme des « travaux pratiques », pouvant s'avérer utiles.

## Les diplômées

### L'association des diplômées
- L'association des diplômées HECJF est fondée à Paris le 28 janvier 1917 (J.O. du 7 janvier 1918), et déclarée d'utilité publique par décret du 12 avril 1954. Elle est probablement la plus ancienne association de femmes de l'enseignement supérieur. À New York, l'association HECJF a été représentée au sein de l'Association des Amis des Grandes Écoles de France (AAGEF).
- Au 1er janvier 2013, l’association des diplômées HECJF est intégrée au sein de l’association des diplômés HEC Paris, devenant HEC Paris Alumni, à la suite de décisions votées par l’assemblée générale de chacune des associations le 7 juin 2012[4].
- La fusion de ces deux associations reconnues d’utilité publique est rendue officielle par un décret du 19 juin 2013, paru au Journal officiel  daté du 21 juin 2013[5].

## Personnalités liées à l'école

### Directrices
- Louli Sanua jusqu'en 1941.
- Anne-Marie Ginèbre (1941-1957)
- Yvette Ménissez

### Autres personnalités
- Suzanne Grinberg[6].
- Marguerite Pichon-Landry, présidente de l'école dans les années 1930[6].

### Étudiantes
Durant sa soixantaine d'années d'existence, HECJF a formé plus de 4 000 étudiantes.
- Marie-Josèphe Baud (1970), présidente de Sandoz France[7].
- Danielle Bousquet, vice-présidente de l’Assemblée nationale de 2009 à 2010.
- Elisabeth Bukspan[1],[8].
- Édith Cresson, Première ministre du président François Mitterrand[9].
- Monique Dagnaud (1966–1969), docteure en sociologie, membre du Conseil supérieur de l'audiovisuel de 1991 à 1999, et directrice de recherche au CNRS (EHESS).
- Marie-Hélène Feuillet, directrice générale déléguée Trigano SA.
- Luce Gendry, associée gérante de la banque Rothschild & Cie[10].
- Jacqueline Grapin, économiste, spécialisée dans les questions stratégiques, fondatrice et coprésidente du conseil d’administration de l’Institut européen de Washington, a aussi été journaliste au journal Le Monde[11].
- Odette Kahn (1923-1982), spécialiste de la gastronomie et des vins de France.
- Michèle Lamarche, managing director de Lazard Freres & Co[12].
- Francoise Malrieu, présidente de la Société de financement de l'économie française, administratrice de La Poste et d’Aéroports de Paris[13].
- Françoise Montenay, présidente du conseil de surveillance Chanel SAS, et ex-présidente du Comité Colbert, groupement des industries du luxe français[14].
- Yannick Moreau, présidente du Comité de suivi des retraites.
- Véronique Neiertz, personnalité politique.
- Béatrice Philippe, présidente de la société Fourpoints.
- Michèle Pujol, économiste et universitaire .
- Marie-Paule Virard, journaliste, ancienne rédactrice en chef du magazine Enjeux-Les Échos, et écrivain, coauteure avec Patrick Artus de plusieurs ouvrages économiques[15].
- Nicole Zand, journaliste et critique littéraire du Monde